# Onthophagus gagates
Onthophagus gagates là một loài bọ cánh cứng trong họ Bọ hung (Scarabaeidae).